# 今賀俊
今賀 俊（いまが しゅん、1965年3月5日 - ）は、日本の漫画家。大分県出身。

## 経歴
大分県立大分上野丘高等学校、九州産業大学卒業。量販店に就職するが5ヶ月で辞職し、春日光広に師事した。
1990年、『雷蛇』で第19回小学館新人コミック大賞児童部門藤子不二雄賞佳作受賞。その後上京し、徳田ザウルスのアシスタントを担当。以後は児童漫画で活動。『月刊コロコロコミック』『別冊コロコロコミック』（いずれも小学館）1995年9月号から2001年12月号まで連載された『爆球連発!!スーパービーダマン』は、従来のデザインであったボンバーマン型のビーダマンとは全く異なるオリジナルデザインのビーダマンが登場し話題を呼んだ。またこの作品は1999年にアニメ化された。現在は新作は発表していない。

## 作品リスト
- コロコロまんがアカデミー（月刊コロコロコミック、小学館、全1巻）※『まんがアカデミー』の題で、後年電子書籍（Kindle）化された。
- 超人ストライカー ブラビオ11（月刊コロコロコミック、小学館）
- 爆球連発!!スーパービーダマン（月刊コロコロコミック&別冊コロコロコミック、小学館、全15巻）※権利関係の問題でボンバーマン型であった初期ビーダマンのデザインを変更して、後年電子書籍（Kindle）化された。
- クロシオSOS!（作：宮脇おさむ、別冊コロコロコミック、小学館）※単行本は未刊行だが、電子書籍限定で配信された。
- 甲虫王者ムシキング（小学館の学年別学習雑誌、小学館、全7巻）※ぴっかぴかコミックス版もあり、こちらは『甲虫王者ムシキングバトルストーリー』が全2巻、『甲虫王者ムシキング 〜森の救世主〜』が全1巻である。
- ちびっこワギャンの大きな冒険（小学三年生、小学館）